# Rhöneberg bei Marzhausen
Rhöneberg bei Marzhausen ist ein Naturschutzgebiet im Oberen Leinegraben auf dem Gebiet der Gemeinde Neu-Eichenberg im nordhessischen Werra-Meißner-Kreis. Das Naturschutzgebiet liegt südöstlich von Marzhausen, dem nördlichsten Ortsteil von Neu-Eichenberg, und westlich der A 38 zu beiden Seiten der B 27.

## Bedeutung
Das 29,22 ha große Gebiet ist seit dem 14. Februar 1997 unter der Kennung 1636033 als Naturschutzgebiet ausgewiesen. 